# Facciamo la nanna: Quel che conviene sapere sui metodi per far dormire il vostro bambino
(Grazia Honegger Fresco, Facciamo la nanna, p. 80)
Facciamo la nanna: Quel che conviene sapere sui metodi per far dormire il vostro bambino è un libro di Grazia Honegger Fresco pubblicato nel 2006 dalla casa editrice Il Leone Verde Edizioni.

## Caratteristiche
Il testo si compone di 144 pagine ed è disponibile in versione cartacea e E-book. Nel 2015 è stata pubblicata una seconda edizione aggiornata. Il codice ISBN è 8865801182
Il tema centrale è il ritmo del sonno dei più piccoli che risulta frequentemente interrotto, generando malessere, ansia e richieste di aiuto da parte di mamme e papà.
L'autrice promuove un approccio a sostegno dei neo-genitori rispettoso delle necessità biologiche e affettive dei neonati e dei bambini nella prima infanzia. Al contempo, sollecita una riflessione critica su stereotipi culturali e mode educative lontani dalle reali esigenze dei più piccoli. Ispirata al pensiero pedagogico di Maria Montessori, la narrazione è un'appassionata contestazione al cosiddetto metodo Estivill che ha trovato ampia (e, secondo l'autrice, dannosa) diffusione dopo la pubblicazione di "Fate la nanna" ad opera del medico spagnolo Eduard Estivill. A supporto della propria tesi, Grazia Honegger Fresco riporta testimonianze raccolte sul web, interviste a pediatri e lavori scientifici.

## Struttura
L'opera è suddivisa in:
Premessa
Prima parte - Estivill, ovvero la negazione del bambino come persona
- cap. I    Il bello della diversità
- cap. II   Due percorsi opposti
- cap. III  Estivill capitolo per capitolo
- cap. IV   Perché dormiamo ?
- cap. V   Che cosa dicono le madri

Seconda parte - Estivill, ovvero la negazione del bambino come persona
- cap. VI   Cominciare bene dal neonato
- cap. VII  Vie per prevenire i malesseri da sonno
- cap. VIII Che cos'è indipendenza
- cap. IX   Che fare al posto del "metodo" Estivill

Appendice
- Il metodo Estivill è inefficace e potenzialmente nocivo - Dott.sse Annamaria Moschetti e Maria Luisa Tortorella
- Il parere di alcuni medici: dott. Massimo Agosti, dott.ssa Elena Balsamo, dott. Franco de Luca
- Il parere degli esperti: l'Associazione australiana per la salute mentale del bambino, Ricerche sul sonno condiviso nel lettone
- Libri significativi
- Indice

## Principi pedagogici
Somiglianza non è uguaglianza: necessità di preparare i futuri genitori all'accoglienza di un essere unico che ha bisogno di essere ascoltato e rispettato
Educazione non è addomesticamento: critica al metodo Estivill e alla tecnica dell'"estinzione graduale" del pianto
Aiutami a fare da solo: l'importanza delle attività giornaliere e la fisiologia del sonno
Le cure sono il compito dell'adulto, il gioco è il lavoro del bambino
Iniziare bene: il valore dell'allattamento e del rooming-in